# La Flèche Wallonne 2016
La Flèche Wallonne 2016 var den 80. udgave af cykelløbet La Flèche Wallonne og var det tolvte arrangement på UCI's World Tour-kalender i 2016. Det blev arrangeret 20. april 2016. Løbet blev vundet af Alejandro Valverde for tredje gang i træk og fjerde gang i karrieren.

## Hold og ryttere
| | 18 UCI World Tour-hold                                                                       |                                                                                        | 7 Wildcard |
| --- | -------------------------------------------------------------------------------------------- | -------------------------------------------------------------------------------------- | --- |
| - Ag2r-La Mondiale - Astana Pro Team - BMC Racing Team - Cannondale - Dimension Data - Etixx-Quick Step | - FDJ - Team Giant-Alpecin - IAM Cycling - Team Katusha - Lampre-Merida - Team LottoNL-Jumbo | - Lotto-Soudal - Movistar Team - Orica-GreenEDGE - Team Sky - Tinkoff - Trek-Segafredo | - Cofidis - Delko-Marseille Provence KTM - Fortuneo-Vital Concept - Roompot-Oranje Peloton - Stölting Service Group - Topsport Vlaanderen-Baloise - Wanty-Groupe Gobert |

### Danske ryttere
- Christopher Juul-Jensen kørte for Orica-GreenEDGE
- Michael Valgren kørte for Tinkoff
- Chris Anker Sørensen kørte for Fortuneo-Vital Concept
- Lasse Norman Hansen kørte for Stölting Service Group
- Mads Pedersen kørte for Stölting Service Group
- Michael Reihs kørte for Stölting Service Group

## Resultater
|    | Rytter             | Hold                | Tid     |
| -- | ------------------ | ------------------- | ------- |
| 1  | Alejandro Valverde | Movistar Team       | 4:43.57 |
| 2  | Julian Alaphilippe | Etixx-Quick Step    | + 0     |
| 3  | Daniel Martin      | Etixx-Quick Step    | + 0     |
| 4  | Wout Poels         | Team Sky            | + 4     |
| 5  | Enrico Gasparotto  | Wanty-Groupe Gobert | + 5     |
| 6  | Samuel Sánchez     | Etixx-Quick Step    | + 5     |
| 7  | Michael Albasini   | BMC Racing Team     | + 5     |
| 8  | Diego Ulissi       | Lampre-Merida       | + 5     |
| 9  | Warren Barguil     | Team Giant-Alpecin  | + 5     |
| 10 | Rui Costa          | Lampre-Merida       | + 5     |